# Utricularia meyeri
Utricularia meyeri este o specie de plante carnivore din genul Utricularia, familia Lentibulariaceae, ordinul Lamiales, descrisă de Pilg.. Conform Catalogue of Life specia Utricularia meyeri nu are subspecii cunoscute.